# 阿替唑兰
阿替唑兰（开发代号：CP-80633）是一种含氮有机化合物，分子式C18H24N2O3，带有一个降冰片烷结构，可用作PDE4抑制劑。